# Peter Weiser
 (novembre 2020).
Pour les articles homonymes, voir Weiser.
Peter Weiser (1781-1828) est un membre de l’expédition Lewis et Clark qui avait pris part à la guerre d'indépendance des États-Unis. Il a donné son nom à la ville américaine de Weiser (Idaho) qui est le siège du comté de Washington, dans l’Idaho, à la frontière avec l’Oregon.

## Source
- (en) Cet article est partiellement ou en totalité issu de l’article de Wikipédia en anglais intitulé « Peter Weiser » (voir la liste des auteurs).